# ون اتن (نیویورک)
ون اتن، نیویورک (به انگلیسی: Van Etten, New York) یک منطقه مسکونی در ایالات متحده آمریکا است که در شهرستان چیمانگ، نیویورک واقع شده‌است.

## خصوصیات
ون اتن ۱٬۵۵۷ نفر جمعیت دارد.